# Nesophontidae
Nesophontidae är en utdöd familj i ordningen äkta insektsätare som i sin tur tillhör däggdjuren. De flesta arterna dog ut under 1500-talet. Benrester av dessa djur hittades främst i spybollar av ugglor som förekommer på Kuba, Hispaniola, Caymanöarna och Puerto Rico. Vanligen skiljs mellan nio arter som alla räknas till släktet Nesophontes.

## Kännetecken
De minsta arterna motsvarade i storleken en husmus och de största arterna var ungefär lika långa som en större jordekorre. De hade en lång och rörlig nos, ett långsträckt huvud och en svans som var lika lång som övriga kroppen. I varje käkhalva fanns 3 framtänder, en hörntand, 3 premolarer och 3 molarer.

## Utdöende
Troligen dog arterna av Nesophontidae ut kort efter européernas ankomst i Västindien. Benrester hittades tillsammans med skelett av möss och råttor, de senare infördes först av nybyggarna. Det antas att Nesophontidae inte klarade av konkurrensen från dessa introducerade arter. Dessutom minskade populationen på grund av skogsskövlingar och omvandlingen av levnadsområdet till jordbruksmark. Färska fynd tyder på att vissa arter överlevde fram till 1800-talet eller till och med till början av 1900-talet.

## Systematik
Av biogeografiska skäl antas att deras närmaste släktingar utgörs av familjen snabelslidmöss som förekommer idag på Kuba och Hispaniola. Andra forskare ser inga tydliga samband mellan dessa två familjer.
Från Kuba är följande arter kända:
- Nesophontes longirostris
- Nesophontes major
- Nesophontes micrus
- Nesophontes submicrus
- Nesophontes superstes

På Hispaniola förekom:
- Nesophontes hypomicrus
- Nesophontes paramicrus
- Nesophontes zamicrus

Den största arten levde på Puerto Rico:
- Nesophontes edithae

Två fynd från Caymanöarna är fortfarande obeskrivna.